# 동부우림덤불쥐
동부우림덤불쥐(Grammomys kuru)는 쥐과에 속하는 설치류의 일종이다. 콩고민주공화국 콩고 분지와 우간다 서부의 군데군데 숲에 분포하며, 콩고에서도 서식하는 것으로 추정된다. 습윤 산지와 반건조 산지, 저지대 우림에서 발견된다.
IUCN 적색 목록에서 동부우림덤불쥐를 흔한 종으로 추정하여 "관심대상종"으로 분류하고 있다. 종 전체에 대한 명백한 주요 위협 요인은 없으며, 분포 지역에서 특별한 보존 조치도 없다. 동부우림덤불쥐가 다양한 보호 지역에 존재한다고 추정하고 있다. 그러나 변경되거나 악화된 서식지가 유지될 수 있는 지는 알려져 있지 않다. 일부는 동부우림덤불쥐를 페르낭두포섬덤불쥐의 이명으로 간주하기도 하지만, 동부우림덤불쥐의 두개골이 더 짧고, 어금니가 더 작다.

## 같이 보기
- 서부우림덤불쥐